# Thomas Brasch
Pour les articles homonymes, voir Brasch.
Thomas Brasch, né le 19 février 1945 à Westow dans le Yorkshire et mort le 3 novembre 2001 à Berlin, est un écrivain, dramaturge et poète lyrique allemand.

## Biographie

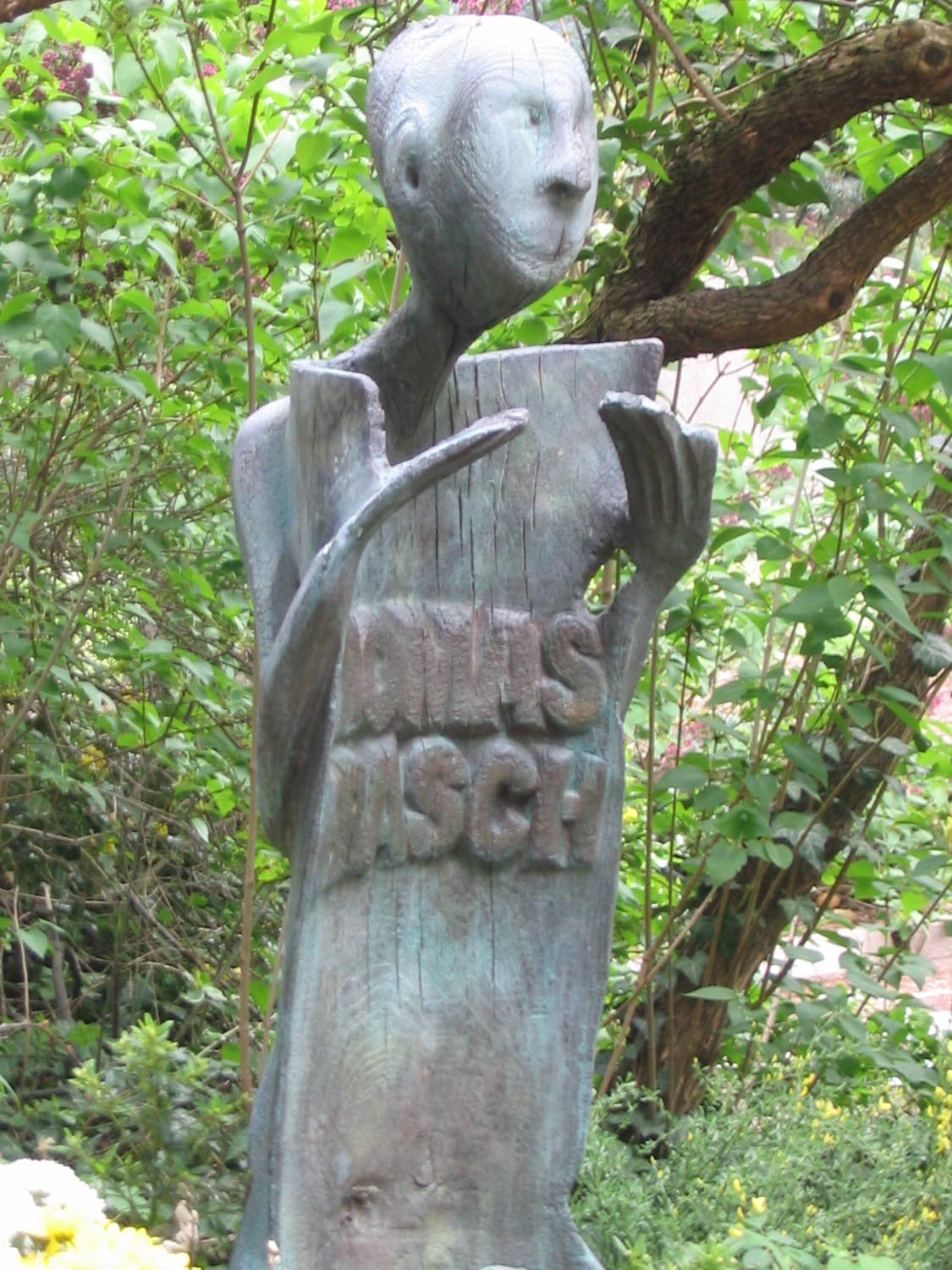
Tombe de Thomas Brasch à Berlin, par Alexander Polzin.

Fils de Juifs émigrés, Brasch est né en Angleterre. En 1947, sa famille déménage en Allemagne, dans la zone d'occupation soviétique (République démocratique allemande — RDA). C'est alors que commence la carrière politique de son père, Horst Brasch (de) (1922-1989), qui travaille au ministère de la Culture de la RDA. Sa mère est journaliste et publie au milieu des années 1950 dans un journal local à Cottbus les premiers poèmes de son fils. En 1950 naît son frère Klaus Brasch (de) (mort en 1980), en 1955 un autre frère Peter Brasch (de) (mort en 2001) et, en 1961, une sœur Marion Brasch (de).
Brasch distribue, en août 1968 à Berlin, avec Bettina Wegner, des tracts contre l'intervention soviétique à Prague (lors du Printemps de Prague).
Plus tard, lui et Bettina Wegner passeront en RFA.

Un colloque international sur Thomas Brasch a été organisé à Paris en octobre 2022.

## Œuvres
- Sie geht, sie geht nicht, pièce de théâtre, 1970
- Das beispielhafte Leben et der Tod des Peter Göring, pièce de théâtre coécrite avec Lothar Trolle, 1971
- Galileo Galilei - Papst Urban VIII pièce de théâtre, coécrite avec Lothar Trolle, 1972
- Der Schweinehirt. Die wilden Schwäne, deux pièces radiophoniques d'après Hans Christian Andersen, Berlin 1975
- Vom dicken Herrn Bell, der das Telefon erfeten hat, pièce radiophonique, Berlin 1974
- Herr Geiler, pièce de théâtre, 1974
- Lovely Rita, pièce de théâtre, 1975
- Poesiealbum 89, Berlin 1975
- Die argentinische Nacht, comédie d'après Oswaldo Dragún, Berlin 1975
- Vor den Vätern sterben die Söhne, prose, Berlin 1977
- Kargo. 32. Versuch auf einem untergehenden Schiff aus der eigenen Haut zu fahren, Francfort-sur-le-Main 1977
- Rotter. et weiter. Ein Tagebuch, ein Stück, eine Aufführung., Francfort-sur-le-Main 1978
- Der schöne 27. September, poèmes, Francfort-sur-le-Main 1980
- Engel aus Eisen, livre pour le film homonyme, Francfort-sur-le-Main 1981
- Der König vor dem Fotoapparat, Livre pour enfant, Olten 1981
- Domino, Livre pour le film homonyme, Francfort-sur-le-Main 1982
- Pièces d'Anton Tchekov, dans la traduction de Thomas Brasch, Francfort-sur-le-Main 1985
- Lovely Rita, Lieber Georg, Mercedes, pièce de théâtre, Berlin 1988
- Lovely Rita, Rotter, Lieber Georg, pièce de théâtre, Francfort-sur-le-Main 1989
- Frauen Krieg Lustspiel, pièce de théâtre, Francfort-sur-le-Main 1989
- Drei Wünsche, sagte der Golem, poème, prose et pièce de théâtre, Leipzig 1990
- Mädchenmörder Brunke, recueil en prose, Francfort-sur-le-Main 1999
- Liebe Macht Tod, pièces et matériaux, Francfort-sur-le-Main 2002
- Shakespeare-Übersetzungen, Francfort-sur-le-Main 2002
- Wer durch mein Leben will, muß durch mein Zimmer, poèmes, Francfort-sur-le-Main 2002

### En français
. Les fils meurent avant les pères. Nouvelles, traduction Marie-Louise Audiberti, Paris, POL/Hachette, Bibliothèque allemande, 1979.
. Mercedes, théâtre, traduit par Patrick Démerin, Paris, L’Arche, 1985
. Belles sont les rimes Les rimes te mentent, poèmes, traduction Bernard Banoun et Aurélie Maurin, Paris/Berlin, Hochroth, 2015. 
Florence Baillet, « Le 17 juin 1953 dans Rotter de Thomas Brasch – un non-événement ? », Études Germaniques, 2013/2 (n° 270), p. 227-241.       
Florence Baillet, « Thomas Brasch, un écrivain de l’ex-RDA « engagé » ? », Revue d’Allemagne et des pays de langue allemande [En ligne], 46-2 | 2014                                    

## Filmographie
- 1981 : Les Anges de fer (Engel aus Eisen) - réalisation et scénario, film présenté au Festival de Cannes en compétition. Le premier film de Brasch qui a obtenu le Prix du film bavarois en 1982. Son discours lors de la réception du prix a suscité de vives réactions : Brasch rendait grâce à ses années de formation en Allemagne de l'Est alors que le film et le prix venaient d'Allemagne de l'Ouest.
- 1982 : Domino - réalisation et scénario
- 1985 : Mercedes - réalisation et scénario. Téléfilm pour la télévision néerlandaise VPRO
- 1988 : Le Passager-Welcome to Germany (Der Passagier. Welcome to Germany) - réalisation et scénario

## Film sur Thomas Brasch
- 2021 : Thomas le dissident (Lieber Thomas) d'Andreas Kleinert (de)[2]. Thomas Brasch est interprété par Albrecht Schuch.